# Jewgienij Rukosujew
Jewgienij Olegowicz Rukosujew (ros. Евгений Олегович Рукосуев; ur. 2 września 1999 w Krasnojarsku) – rosyjski skeletonista, olimpijczyk z Pekinu 2022, dwukrotny mistrz świata juniorów i trzykrotny mistrz Europy juniorów.

## Udział w zawodach międzynarodowych

### Kariera seniorska
| Impreza            | Rok  | Gospodarz  | Miejsce |                      |      |       |    |
| ------------------ | ---- | ---------- | ------- | -------------------- | ---- | ----- | -- |
| Impreza            | Rok  | Gospodarz  | Miejsce | Igrzyska olimpijskie | 2022 | Pekin | 6. |
| Mistrzostwa świata | 2020 | Altenberg  | 13.     |                      |      |       |    |
| Mistrzostwa świata | 2021 | Altenberg  | 5.      |                      |      |       |    |
| Mistrzostwa Europy | 2017 | Winterberg | 13.     |                      |      |       |    |
| Mistrzostwa Europy | 2020 | Sigulda    | 8.      |                      |      |       |    |

### Kariera juniorska
| Impreza                     | Rok  | Gospodarz    | Miejsce |                                |      |             |      |
| --------------------------- | ---- | ------------ | ------- | ------------------------------ | ---- | ----------- | ---- |
| Impreza                     | Rok  | Gospodarz    | Miejsce | Igrzyska olimpijskie młodzieży | 2016 | Lillehammer | 01 ! |
| Mistrzostwa świata juniorów | 2017 | Sigulda      | 03 !    |                                |      |             |      |
| Mistrzostwa świata juniorów | 2018 | Sankt Moritz | 4.      |                                |      |             |      |
| Mistrzostwa świata juniorów | 2019 | Königssee    | 03 !    |                                |      |             |      |
| Mistrzostwa świata juniorów | 2020 | Winterberg   | 6.      |                                |      |             |      |
| Mistrzostwa świata juniorów | 2021 | Sankt Moritz | 01 !    |                                |      |             |      |
| Mistrzostwa świata juniorów | 2022 | Innsbruck    | 01 !    |                                |      |             |      |
| Mistrzostwa Europy juniorów | 2019 | Sigulda      | 01 !    |                                |      |             |      |
| Mistrzostwa Europy juniorów | 2020 | Altenberg    | 02 !    |                                |      |             |      |
| Mistrzostwa Europy juniorów | 2021 | Innsbruck    | 01 !    |                                |      |             |      |
| Mistrzostwa Europy juniorów | 2022 | Altenberg    | 01 !    |                                |      |             |      |